# 伟大理想

希腊独立以来的疆界變化

伟大理想（希臘語：Μεγάλη Ιδέα，轉寫：Megáli Idéa；又稱大希臘主義）指的是希腊的一種民族统一主义思想。其核心思想為恢复拜占庭帝国，建立一个以君士坦丁堡为首都，以雅典为经济中心的大希腊人国家。该思想自希腊独立後直到第二次希土战争一直都是希腊的主要内政与外交方针政策。最早提出這一概念的是一名居於希臘的瓦拉几人，阿里帕夏之子的随扈醫師約安尼斯·科萊提斯。

## 概要
偉大理想主張恢复拜占庭帝国，建立一个以君士坦丁堡（即現在的伊斯坦堡）为首都的东正教国家，包括当时奥斯曼土耳其帝国境内所有的东正教臣民，疆域包括希臘人居住的小亞細亞的所有地區（君士坦丁堡、黑海南岸以特拉布宗為中心的本都地區、內陸的卡帕多細亞）等。
並且，根據科萊提斯的主張，希臘的首都設在君士坦丁堡，經濟中心則設在雅典。以希臘正教會為號召旗幟，所有的希臘人和其居住的土地（包括土耳其的部份地區和東魯米利亞等地區）等都應歸屬「大希臘」。

## 歷史
「偉大理想」，又称“希腊主义”，認為鄂圖曼土耳其帝国境内所有的东正教臣民应该推翻鄂圖曼苏丹的统治，恢复拜占庭帝国。这些希腊主义革命者以沙皇俄国等地为根据地，在1821年至1832年间在鄂圖曼帝国境内发动暴力革命，希望推翻苏丹的统治。革命遭到苏丹的军队残酷镇压，最终在英法俄等国的干涉下，各方签署了柏林条约，规定希腊主义革命者获得了希腊半岛的领土，英国政府有义务协防希腊，而鄂圖曼帝国承认希腊的事实独立。希腊革命者未放弃自己的理想，但限于自身实力弱小，只好接受柏林条约的安排。
奧托一世在克里米亞戰爭時支持「偉大理想」主張，因此希臘曾抓住鄂圖曼帝國戰敗這一機會攻打色薩利、伊庇魯斯和馬其頓地區（当時還不是希臘領土）。然而懼怕鄂圖曼帝國弱小化的西歐列強在這時全力支持鄂圖曼帝國（參見近東問題）、英國和法國封鎖了比雷埃夫斯港。最終希臘被迫屈服于壓力，奧托一世也因此失去了西歐列強的支持，被迫退位。
不過，希臘成功利用列強利益衝突引發的對立擴大了自身的領土。希臘分別於1864年和1881年將伊奧尼亞群島、色薩利及伊庇魯斯南部的部份地區通過和平方式併入希臘領土。不過克里特島自基督教徒于1866年發動暴亂以來，戰爭一直持續，直到第一次巴爾幹戰爭結束后的1913年才成為希臘領土。而馬其頓也成為各民族紛爭之地，希臘被迫跟剛獨立的塞爾維亞和保加利亞爭奪馬其頓的統治權。
塞浦路斯雖也是偉大理想認為的希臘領土的一部份，不過因在塞浦路斯，基督徒和穆斯林長期共存，并沒有立即得到強烈的反響。不過，隨著希臘的獨立，被稱為「希塞統一」的與希臘合併的政治概念逐漸產生。希臘通過学校教育及文化教會，成功將「希塞統一」的概念滲透入塞浦路斯的基督教徒，意諾西斯成為了塞浦路斯基督教徒的主流民意。而塞浦路斯正教會大主教由希臘人擔任一事更象徵教會由「基督教徒的教會」化為「希臘人的教會」，堪稱意諾西斯象徵性的事件。
1878年柏林會議決定將塞浦路斯由鄂圖曼帝國轉交英國統治。因英國將「基督徒」視為「希臘人」，「穆斯林」視為「土耳其人」，「塞浦路斯人」的概念並未形成，反而使「基督徒」有了希臘人的認同感。

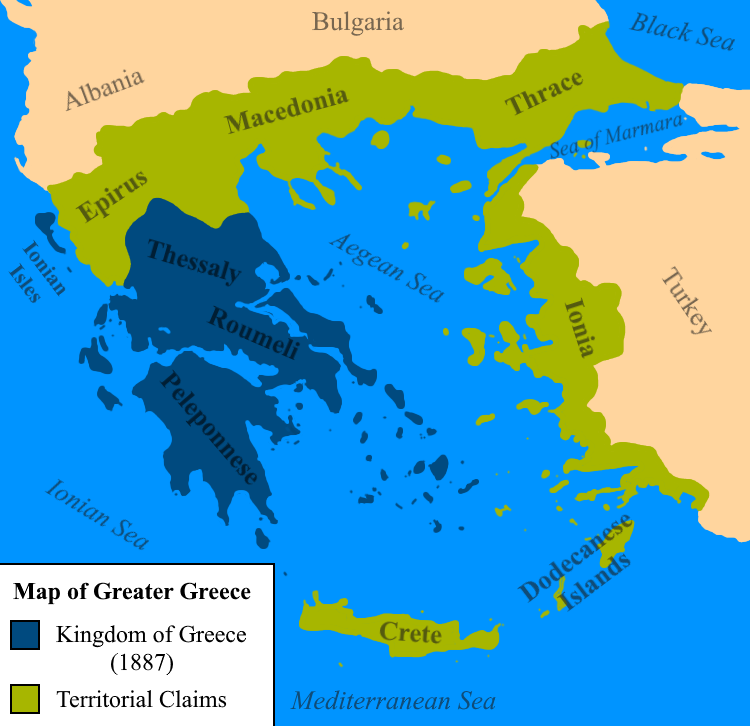
1919年埃萊夫塞里奧斯·韋尼澤洛斯在巴黎和會上要求的希臘領土

在希臘首相埃萊夫塞里奧斯·韋尼澤洛斯執政時期，希臘領土在第一次巴爾幹戰爭和第二次巴爾幹戰爭中得到了擴張，「偉大理想」也開始被認為有機會實現。第一次世界大戰時期，希臘國王康斯坦丁一世和首相韋尼澤洛斯因參戰而意見分歧，最終康斯坦丁一世逃亡。這一事件被稱為「國家分裂」。君士坦丁一世之子亞歷山大一世繼承了王位。韋尼澤洛斯希望追求「偉大理想」的實現，而國王則認為應該「建立雖小但是有名譽的國家希臘」，應先鞏固新獲得的領土，之後再追求收復失地。兩方也因此展開了爭執。「偉大理想」這一主張的內容已經不止是希臘統一的概念。
結果韋尼澤洛斯在第一次世界大戰結束後，于巴黎和會上要求將伊茲密爾及其附近，並且還要求獲得東西色雷斯，期望透過具體行動實現「偉大理想」。在得到美國、法國、英國的同意后，希臘出兵佔領了伊茲密爾。翌年1920年8月，希臘和伊斯坦布爾的鄂圖曼政府之間簽訂了色佛爾條約，希臘將統治伊茲密爾五年，之後通過公民投票決定伊茲密爾的歸屬。韋尼澤洛斯認為這一地區出生率高，加上希臘人的移民，到最後公投時歸屬希臘將不是問題，而希臘本土也對這一決定十分歡迎。
1920年10月，隨著國王亞歷山大一世的去世，第一次世界大戰時的「國家分裂」又再次重演，11月的選挙中，主張「建立更大的希臘」的韋尼澤洛斯和流亡中的君士坦丁一世激戰，韋尼澤洛斯派失去了大量議席。而王黨派也掌握了政權，韋尼澤洛斯派雖然被肅清，希臘擴大政策卻繼續得到了支持。
然而，意大利和法國以希臘王黨派復活為由，開始跟土耳其革命者凱末爾進行和談，試圖阻止希臘的擴張，更為土耳其提供武器。而英國雖然在口頭上支持希臘，卻沒有任何實際行動支持。
希臘軍隊曾以土耳其大國民議會的所在地安卡拉為目標繼續展開攻擊。1921年3月，隨著希臘國內政治和軍事情況的惡化，希臘宣佈接受將位於小亞細亞（即土耳其）的希臘人置於國際聯盟保護下的妥協方案。然而戰況好轉的土耳其軍隊于8月26日開始反撃，被擊敗的希臘軍隊在9月8日從伊茲密爾撤退，退出了小亞細亞，但之後伊茲密爾發生了大火，3萬名希臘人和亞美尼亞人基督徒被虐殺。此事件被后世稱為「伊茲密爾悲劇」。而經這一役後，希臘人在小亞細亞持續近2500年的領導地位和歷史也畫上了終止符，「偉大理想」也隨之灰飛煙滅。
1923年希土兩國簽訂洛桑和約並結束戰爭後，兩國交換境內的國民：土耳其將境內的120萬希臘人送回希臘、希臘送走40萬的土耳其人，這對希臘的傷害甚大，一方面要處理安置的人口太多（也代表土耳其境內再無「待解救的希臘同胞」存在），二方面原居土耳其的希臘人知識程度較高，有很高比例是高專業人士如醫師、律師及有證照的技師，但當時希臘的經濟體質無法容納這麼多高教育的專業人士，造成就業困難和許多的人才浪費問題。

### 引用
1. ↑  伍德豪斯、（1997）p.220.
2. 1 2  理查德·克拉克、（2004）、p55.
3. ↑  理查德·克拉克、（2004）、p.7.
4. ↑  理查德·克拉克、（2004）、pp.55-59
5. ↑  理查德·克拉克、（2004）、pp.62-63.
6. ↑  櫻井（2005）、p.301.
7. ↑  櫻井（2005）、pp.302-304.
8. ↑  櫻井（2005）、pp.304-307.
9. 1 2  櫻井（2005）、pp.307-308.
10. ↑  理查德・克拉克（2004）、p.78.
11. ↑  理查德・克拉克、（2004）、pp.77-78.
12. ↑  理查德·克拉克、（2004）、p.85.
13. 1 2  理查德・克拉克、（2004）、pp.85-87.
14. 1 2  理查德・克拉克、（2004）、pp.88-89.
15. ↑  理查德・克拉克、（2004）p.110.